# تیم والبرگ
تیم والبرگ (به انگلیسی: Tim Walberg) نمایندهٔ حوزه انتخابیه هفتم میشیگان از حزب جمهوری‌خواه ایالات متحده آمریکا در مجلس نمایندگان ایالات متحده آمریکا است که برای نخستین‌بار در ۳ ژانویه ۲۰۱۱ میلادی به‌عضویت این مجلس درآمد.